# Venturijeva maska
Venturijeva ili venti maska (engl. HAFOE mask) medicinska je maska s regulatorom protoka u kojoj se postiže koncentracija kisika u udahnutom zraku od 24 do 60%, pri protoku od 2 do 15 l/min. Maska nema usmjeren protok zraka i regulaciju disanja preko ventila i spremnika (balona, jer ne posjeduje ove dijelove), već se regulacija vrši preko posebnih nastavaka.

## Primjena
Regulacija protoka i koncentracije kisika u ovoj masci, vrši se preko posebnih plastičnih nastavaka (regulatora) koje se nalaze kao posebni pribor uz svaku masku. Nastavci su u različitim bojama, kojom se označava količina protoka (l/min) i koncentracija kisika u udahnutom zraku u postocima (npr. žuti nastavak u masci regulira 35% koncentraciju kisika i protok od 8 l/min).

## Princip rada
Ventili u venturijevoj masci za kisik djeluju tako da kisik koji dolazi kroz klasičnu cijev do uskog grla ventila, ubrzava protok kisika i stvara podtlak koji usisava okolni zrak, tako da u masku ulazi mješavina s točno određenom koncentracijom kisika, ovisno o promjera umetnutog nastavka.
| Protok kisika (l/min) | Venturi maska s regulatorima | Nosna dvoroga kanila | Obična maska | Maska s balononom i nepovratnim ventilom |
| 1                     | /                            | 24                   | **           | ***                                      |
| 2                     | 24†                          | 29                   | **           | ***                                      |
| 3                     | /                            | 33                   | **           | ***                                      |
| 4                     | 28†                          | 37                   | **           | ***                                      |
| 5                     | /                            | 41                   | 35           | ***                                      |
| 6                     | 31†                          | 45                   | 40           | ***                                      |
| 8                     | 35†                          | *                    | 50           | >95                                      |
| 10                    | 40†                          | *                    | /            | >95                                      |
| 15                    | 60†                          | *                    | /            | >95                                      |

## Vanjske poveznice
- (srp.) Marija Mitić–Milikić: »Akutna terapija kisikom u HOBP i neželjena dejstva«[neaktivna poveznica], Medicinski fakultet u Beogradu

## Sestrinski projekti
|  | Zajednički poslužitelj ima još gradiva o temi Maske za kisik |

|  | Molimo pročitajte upozorenje o korištenju medicinskih informacija. Ne provodite liječenje bez savjetovanja s liječnikom! |